# جوني راسيل (عازف جاز)
جوني راسيل (بالإنجليزية: Johnny Russell)‏ هو عازف جاز أمريكي، ولد في 4 يونيو 1909، وتوفي في 26 يوليو 1991.